# Mordellistena atrogemellata
Mordellistena atrogemellata es una especie de coleóptero de la familia Mordellidae.

## Distribución geográfica
Habita en Grecia.